# دانشکده پزشکی ایران
دانشکده پزشکی دانشگاه علوم پزشکی ایران یکی از دانشکده‌های پزشکی ایران وابسته به دانشگاه علوم پزشکی ایران در تهران است.

## پیشینه
دانشکده پزشکی دانشگاه علوم پزشکی ایران، از ادغام دانشکده پزشکی آیت‌الله طالقانی و مرکز پزشکی ایران تشکیل شد. مرکز پزشکی ایران در سال ۱۳۵۴، به نام مرکز پزشکی شاهنشاهی اقدام به پذیرش دانشجوی پزشکی از مقطع کارشناسی کرد. این مرکز پس از انقلاب اسلامی به مرکز پزشکی ایران تغییر نام داد. دانشکده پزشکی آیت‌الله طالقانی نیز از سال ۱۳۵۴ تحت عنوان مجتمع آموزش پزشکی جمعیت شیر و خورشید سرخ ایران (مجتمع آموزش پزشکی باتمانقلیچ) اقدام به پذیرش دانشجو از استان‌هایی که در آن زمان فاقد دانشکده پزشکی بودند (گیلان، کرمانشاه و سیستان و بلوچستان) کرد. این مجتمع در سال‌های ۱۳۵۵ تا ۱۳۵۷، عاوه بر استان‌های فوق، از سایر استان‌ها نیز پذیرش دانشجو داشت و پس از انقلاب اسلامی، به مجتمع آموزش پزشکی جمعیت هلال احمر و سپس به دانشکده پزشکی آیت‌الله طالقانی تغییر نام یافت. دانشکده پزشکی آیت‌الله طالقانی و مرکز پزشکی ایران پس از انقلاب فرهنگی بازگشایی شدند و در آزمون سراسری سال ۱۳۶۱ به صورت مستقل، اقدام به پذیرش دانشجو نمودند. سرانجام در سال ۱۳۶۴ این دو مرکز ادغام شدند.

## بیمارستان‌ها
در حال حاضر این دانشکده دارای ۱۲ مرکز آموزشی درمانی است:
- بیمارستان حضرت امیر المومنین
- بیمارستان فیروزگر
- بیمارستان روانپزشکی شهید نواب
- بیمارستان فیروز آبادی
- بیمارستان شهدای هفتم تیر
- بیمارستان شهید رهنمون
- بیمارستان شفا یحیائیان
- بیمارستان سوانح و سوختگی شهید مطهری
- بیمارستان قلب شهید رجایی
- بیمارستان شهید هاشمی نژاد
- بیمارستان حضرت علی‌اصغر
- بیمارستان حضرت فاطمه
- بیمارستان روانپزشکی شهید اسماعیلی
- زایشگاه شهید اکبر آبادی